# Waldemar Müller (Moderator)
Waldemar Müller (* 1918; † 31. August 2001) war ein deutscher Hörfunkmoderator.
Müller sammelte bereits als Sprecherkind beim Sender Leipzig erste Mikrofonerfahrungen. Nach dem Ende des Zweiten Weltkriegs arbeitete er als freier Mitarbeiter für den WDR in Köln. 1958 wechselte er zu Radio Luxemburg, wo er unter dem Pseudonym Ferdy berühmt wurde. 1962 ging er zurück zum öffentlich-rechtlichen Rundfunk und wurde fester Sprecher und Programmgestalter beim SDR.
In den 1980er-Jahren arbeitete er als Moderator bei Radio Brenner, danach bei der baden-württembergischen StadtRadio-Kette. Danach arbeitete er nochmals kurzfristig in Sterzing und für einen Stuttgarter Krankenhaussender, setzte sich aber bald in Stuttgart zur Ruhe.
Unter seinem Künstlernamen Ferdy nahm Müller die deutsche Version von Lorne Greenes Hit Ringo auf. Auf der Rückseite der Single befand sich der ebenfalls zuvor von Greene aufgenommene Titel Sand.